# Goniorhynchus obscurus
Goniorhynchus obscurus là một loài bướm đêm trong họ Crambidae.